# Легіон (Тернопіль)

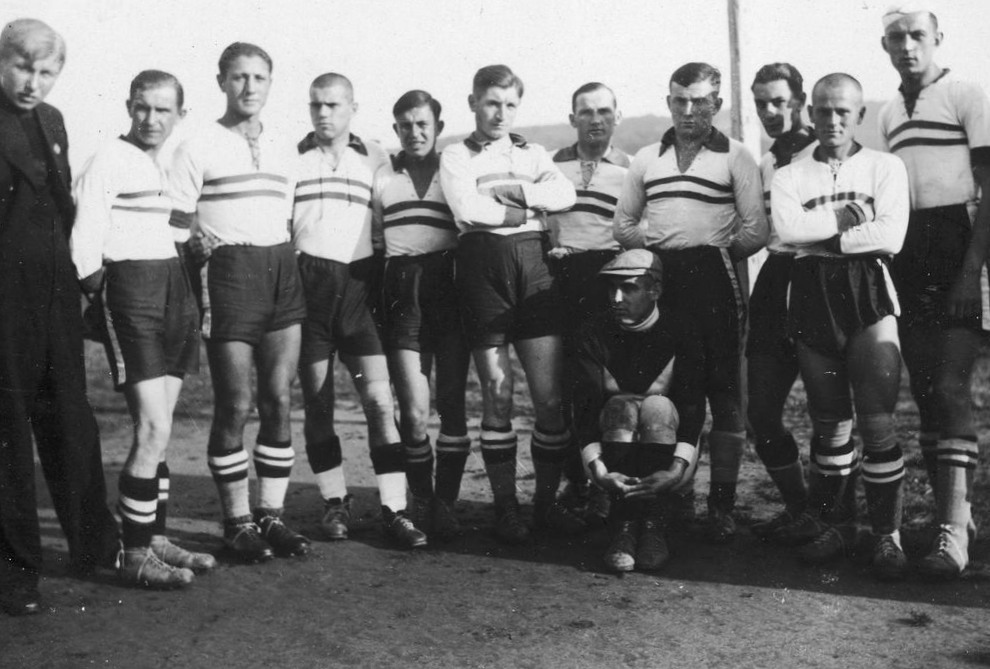
Футбольна команда «Легіона» (1935)

Подільський клуб спортовий «Легіон» (пол. Podolski Klub Sportowy Legion) — польський спортивний клуб, що діяв у Тернополі в 1923—1939 роках. Працювали секції велоспорту, легкої атлетики та футболу.

## Історія
Клуб заснований 1923 року в Тернополі під назвою «Зарудянка» (пол. Zarudzinka; від села Заруддя). Наступного року перейменований на «Легіон» (за іншими даними, в Тернополі діяв від 3 квітня 1925 року).
Був найчисельнішим клубом у місті — 320 осіб. Діяльність сприяла пропаганді польських імперських інтересів, влада всебічно підтримувала.